# Atanas Semerdschiew
Atanas Semerdschiew (auch Atanas Semerdzhiev geschrieben, bulgarisch Атанас Семерджиев; * 21. Mai 1924 in Lǎdžene; † 8. Mai 2015) war ein bulgarischer Politiker der Bulgarischen Kommunistischen Partei (BKP) sowie ihrer Nachfolgepartei Bulgarische Sozialistische Partei (BSP) und ehemaliger Generaloberst der Bulgarischen Volksarmee.

## Leben
Semerdschiew war bulgarischer Partisan im Zweiten Weltkrieg und Absolvent der Militärakademie „M.W. Frunse“ in der damaligen UdSSR und der Militärakademie des Generalstabes der Streitkräfte der UdSSR „K.J. Woroschilow“. Von 1962 bis 1989 war er Leiter des Generalstabs der bulgarischen Volksarmee und Mitglied der Bulgarischen Kommunistischen Partei (BKP) und Mitglied des Zentralkomitees der Partei. Gleichzeitig war er auch Erster Stellvertreter des Verteidigungsministers.
Von Ende 1989 bis Mitte 1990 war er Innenminister in der Regierung der Staatsratsvorsitzenden Petar Mladenow und Stanko Todorow. Danach war er bis 1992 Vize-Präsident der Republik Bulgarien unter Schelju Schelew, bis dieser nach der ersten Direktwahl des Staatspräsidenten im Amt bestätigt wurde und die Regierung umbildete. Seine Nachfolgerin wurde Blaga Dimitrowa.
Im Jahr 2002 wurde er für schuldig befunden, noch 1990 persönlich die Vernichtung von 144.235 Dateien aus den Archiven des Komitees für Staatssicherheit angeordnet und damit die damals noch junge Demokratie in Bulgarien unterwandert zu haben.

## Veröffentlichungen
- Atanas Semerdschiew: Geschichte der bulgarischen Volksarmee. Militärverlag der DDR, Berlin 1977 (openlibrary.org).